# Pokémon Platinum
Pokémon Platinum (Japans: ポケットモンスタープラチナ; Poketto Monsutā Purachina; letterlijk Pocket Monsters: Platinum) is een spel voor de Nintendo DS, dat alle Pokémon van de vierde generatie bevat (de nieuwste Pokémon op het moment dat Pokémon Diamond en Pearl uitkwamen). 
Pokémon Platinum werd voor het eerst uitgebracht in 2008. Het was de opvolger van de spellen Pokémon Diamond en Pearl. Het bevatte een aantal nieuwe dingen en verbeteringen.

## Verhaal
Het verhaal speelt zich af in Sinnoh. De speler start met het kiezen van een starters Pokémon, net zoals dat de bedoeling was bij Pokémon Diamond en Pearl, maar nu wordt er ook gevochten tegen de Rival. Echter, in Pokémon Platinum speelt ten opzichte van Pokémon Diamond en Pokémon Pearl een totaal nieuw verhaal.
Er zijn twee nieuwe personages. Looker en Charon. Looker is een geheim agent van de internationale politie en Charon is een kwaadaardige professor van Team Galactic die zo zijn eigen plannen heeft met die organisatie. De speler komt ze meerdere keren tegen. Voor Looker is Jubilife City de eerste keer dat hij opduikt en voor Charon is Valley Windworks de eerste keer. Als de speler de zevende badge heeft gehaald begint het nieuwe plot op Mount Coronet.
Cyrus, de leider van Team Galactic, wil een nieuw universum maken, door op de Spear Pillar op Mount Coronet Palkia en Dialga op te roepen. Dit mislukt echter omdat Giratina dan uit een portaal komt en Cyrus mee naar de Distorion World neemt, de speler samen met Champion Cynthia betreedt dan ook de Distortion World, een wereld waar tijd niet loopt, en ruimte onstabiel is. Plots komt Giratina opgedoken en de speler moet hem dan vangen/verslaan na Cyrus voor de derde keer te hebben bevochten. Cyrus blijft hier uiteindelijk achter. Als de speler de Champion Cynthia heeft verslagen, gaat de verhaallijn verder.
Eerst moet de speler samen met zijn rivaal Volkner en Flint verslaan en dan is de volgende locatie Stark Mountain. In Stark Mountain blijkt dat Charon Team Galactic heeft overgenomen en hij probeert de Magma Stone te stelen, zodat Team Galactic een nieuwe start kan maken met hem als leider. De speler voorkomt dit echter en Looker arresteert Charon. Team Galactic is nu opgeheven.